# Immediate Music
«Immediate Music» — американская компания музыкального продакшна, расположенная в Санта-Монике (округ Лос-Анджелес, Калифорния). Компания знаменита своей специализированной библиотекой высококачественной трейлерной музыки для фильмов. «Immediate Music» основана в 1993 году композиторами и продюсерами Джеффри Фейменом и Йоав Гореном. С тех пор «Immediate Music» стала самым легендарным и выдающимся голливудским поставщиком оригинальной кинематографической музыки для трейлеров фильмов.
Спродюсировав, написав и лицензировав музыку для более 7000 трейлеров фильмов и телевизионных роликов, «Immediate Music» всегда стремилась поддерживать высокие стандарты продакшна, записывая свои произведения с крупномасштабными оркестрами и хорами, используя лучших музыкантов и звукорежиссёров фильмовой музыки (film score) в индустрии развлечений. «Immediate Music» продолжает удовлетворять реальную потребность в индустрии, предоставляя каталог с более чем 2000 уникальных треков. На конкурирующем рынке рекламы фильмов качество композиций «Immediate Music», а также их высокий уровень продакшена, соизмеряется с лучшей фильмовой музыкой (film score) в мировой индустрии развлечений.
Команда «Immediate Music» предлагает широкий диапазон возможностей в лицензировании музыки для трейлеров фильмов, рекламы, телевизионного музыкального сопровождения и видеоигр.
Некоторые самые известные работы «Immediate Music» включают в себя написание и лицензирование музыки для таких блокбастерных франшиз и фильмов как Гарри Поттер (серия фильмов), Человек-паук (серия фильмов), Пираты Карибского моря (серия фильмов), Хроники Нарнии (серия фильмов), Код да Винчи, Люди Икс (серия фильмов), Аватар, Начало, а также многочисленные фильмы Disney Pixar. Также Хэнкок, Невероятный Халк, Железный человек, Матрица (серия фильмов), Хортон и многие другие. «Immediate Music» предоставляла музыку для рекламных кампаний телевизионных передач как Остаться в живых, Отчаянные домохозяйки, Клиент всегда мёртв, Дурман, Побег, 24 часа, Ищейка, Спасите Грейс, Джон Адамс, The Olympics, вещание NFL Super Bowl, плей-оффы NHL и многое другое, также для рекламы Toyota, Ford, DirecTV, Amstel, Hitachi и Blu-Ray.
В 2008 году кампания «Immediate Music» запустила две новые музыкальные библиотеки, «Immediate Music Premium» и «Immediate Music Library», музыка которых впервые теперь доступна для индустрии видеоигр и рекламы, хотя ранее «Immediate Music» уже предоставляла музыку для трейлеров видеоигр таких как Gears of War, Shrek Super Slam, The Chronicles of Narnia: Prince Caspian, The Incredible Hulk, TimeShift, Full Auto и Star Wars: Battlefront II. Библиотека «Immediate Music Premium» состоит из более чем 300 треков, которые ориентированы на крупных корпоративных рекламодателей и видеоигры. Библиотека «Immediate Music Library» состоит из 1000 треков, которые ориентированы на более «экономных» национальных рекламодателей, на местные и региональные рекламные агентства и бренды, на малых издателей видеоигр с рекламными кампаниями с более низким бюджетом. Последние работы для трейлеров видеоигр: X-Men Destiny, Undisputed 3, Call of Duty: Black Ops и Doom 3.
Клиентами «Immediate Music» являются крупные киностудии как Paramount Pictures, Sony Pictures, Walt Disney Pictures, 20th Century Fox, Warner Brothers, DreamWorks, Universal Pictures, The Weinstein Company и Lionsgate, также телевизионные каналы как CBS, NBC, ABC, FOX, HBO и TNT.
В 2007 году композиторы Джеффри Феймен и Йоав Горен победили в «Sports Emmy Award» в номинации «Выдающаяся музыкальная композиция в спортивной программе» (композиция «Onward to Freedom»), так как композиция использовалась в эфире канала NBC в программе «The XX Olympic Winter Games: The Stories of Torino» в 2006 году. Эта премия была вручена Национальной телевизионной академией (англ. National Academy of Television Arts & Sciences) в 28-й ежегодной церемонии «Sports Emmy Award» в Нью-Йорке в 2007 году. Йоав Горен также получил приз в 2008 году в «BMI Award» за ту же работу для канала NBC.
«Universal Publishing Production Music» (UPPM), подразделение «Universal Music Publishing Group», и «Immediate Music» совершили сделку, по которой UPPM будет представлять музыку из каталога «Immediate Music» на всех территориях за пределами США, Японии, Кореи и стран Бенилюкса.

Основатели компании «Immediate Music» (Слева Йоав Горен, а справа Джеффри Феймен).

## Проекты «Immediate Music»
- «Immediate Music» имеет свою собственную группу «Globus» (продюсер Йоав Горен), которая объединяет драматичную, кинематографическую, эпическую оркестрово-хоровую музыку с современными и мировыми музыкальными стилями и ритмами (рок, поп, классика и этника).[5]
- Формат концертов «Trailer Music Live».[4]
- В 2006 году[11] Йоав Горен открыл новый музыкальный лейбл «Imperativa Records», сказав, что лейбл будет посвящён лучшей современной оркестровой и хоровой музыке XXI века.[5] Всю свою музыку, а также музыку своих проектов, издают на лейбле «Imperativa Records».
- «Immediate Music» является пионером широкого распространения «трейлерной музыки», так как выпустил свой дебютный коммерческий альбом «Trailerhead», над которым работали звукозаписывающие художники, объединённые под одним названием — «Immediate», являющиеся работниками той же компании «Immediate Music».[3][4][5][12]
- «Immediate Music» запустила музыкальную библиотеку «1 Revolution Music», которая рассчитана для музыкального сопровождения телевизионных программ.[13][14]

## Trailer Music Live

Лого «Trailer Music Live».

«Imperativa Records» представила новое мультимедийное событие в музыкальном мире — «Trailer Music Live»! Концерт произошёл 27 июня 2009 года в «The Broad Theatre», Санта-Монике. Были исполнены композиции из музыкальной библиотеки «Immediate Music», которые были представлены в более 2500 трейлерах (прим. на тот момент), включая треки из трейлеров таких блокбастерных франшиз как Властелин колец, Пираты Карибского моря, Гарри Поттер, Человек-паук и многие другие. На экране демонстрировались кадры из фильмов, к трейлерам которых была использована эта музыка. Представление длилось 90 минут, и было исполнено более 20 композиций. На сцене было представлено более 100 исполнителей, включая «The Angeles Chorale» (хор), звукозаписывающих художников «Immediate», группу «Globus» и «The Immediate Orchestra» (оркестр). «Globus» исполнила несколько композиций из своего альбома «Epicon». Ранее «Globus» выступила в «The Grand Hall» (Уэмбли, Лондон), и успех их выступления привёл их на live событие в США.
Йоав Горен, основатель «Imperativa Records», композитор и продюсер для той же «Immediate Music» («Immediate») и группы «Globus», сказал: «Это событие было встречено с таким энтузиазмом в Лондоне, что мы вынуждены привести это в штаты. „Trailer Music Live“ поистине уникальный случай концерта, где оркестр, хор и рок-группа исполняют хорошо знакомую кинематографическую музыку, которую никогда прежде не слышали в формате концерта. Это событие будет обращено к фанатам кино всех возрастов, передавая эту эпическую кинематографическую музыку непосредственно с экрана на сцену».
Следующий концерт состоялся 19 февраля 2011 года в «New York University’s Skirball Center for the Performing Arts», Нью-Йорке, где участвовали «The NYC (New York City) Master Chorale» и «NYU (New York University) Symphony Orchestra», также барабанщик Todd Waetzig, гитарист Mark Phillips, басист Tate Simms. На официальном сайте «Trailer Music Live» на логотипе концерта вначале значился 2010 год, что являлось ошибкой.
Следующий концерт состоялся 17 апреля 2011 года в «Государственном Кремлёвском дворце», Москве, где участвовал Академический Большой хор «Мастера хорового пения» (художественный руководитель — Лев Конторович) и Академический Большой концертный оркестр им. Ю. В. Силантьева (художественный руководитель и главный дирижер — Александр Клевицкий).

## 1 Revolution Music
В августе 2010 года «Immediate Music» запустила музыкальную библиотеку «1 Revolution Music» с более 5000 треками, которые рассчитаны для музыкального сопровождения телевизионных программ. Дистрибьютором является музыкальная библиотека «5 Alarm Music». На данный момент существует 44 альбома.
| Дискография «1 Revolution Music» |
| --- |
| 1. Light Tension & Anticipation #1 (1RM-001) 2. Light Tension & Anticipation #2 (1RM-002) 3. Suspense & Tension #1 (1RM-003) 4. Suspense & Tension #2 (1RM-004) 5. Heavy Tension & Agitation #1 (1RM-005) 6. Action & Challenge #1 (1RM-006) 7. Tasks & Light Challenge #1 (1RM-007) 8. Quirky Comedy #1 (1RM-008) 9. Sitcom Grooves #1 (1RM-009) 10. Dramedy #1 (1RM-010) 11. Indie Soundtrack #1 (1RM-011) 12. Tender & Romantic #1 (1RM-012) 13. Hopeful & Uplifting #1 (1RM-013) 14. Family Oriented & Feelgood #1 (1RM-014) 15. Regret & Loss #1 (1RM-015) 16. Percussive Action #1 (1RM-016) 17. Urban Underscore #1 (1RM-017) 18. Introspective & Human Drama #1 (1RM-018) 19. Big Opens and Epic Themes #1 (1RM-019) 20. Rock #1 (1RM-020) 21. Modern Heartland & Roots #1 (1RM-021) 22. Electronic #1 (1RM-022) 23. Creepy & Scary #1 (1RM-023) 24. Creepy & Scary #2 (1RM-024) 25. Light Tension & Anticipation #3 (1RM-025) 26. Light Tension & Anticipation #4 (1RM-026) 27. Suspense & Tension #3 (1RM-027) 28. Suspense & Tension #4 (1RM-028) 29. Suspense & Tension #5 (1RM-029) 30. Heavy Tension & Agitation #2 (1RM-030) 31. Dramedy #2 (1RM-031) 32. Quirky Comedy Orchestral #2 (1RM-032) 33. Action & Challenge #2 (1RM-033) 34. Indie Soundtrack #2 (1RM-034) 35. Tender & Romantic #2 (1RM-035) 36. Hopeful & Uplifting #2 (1RM-036) 37. Family Oriented & Feelgood #2 (1RM-037) 38. Regret & Loss #2 (1RM-038) 39. Rock #2 (1RM-039) 40. Rock #3 (1RM-040) 41. Urban Underscore #2 (1RM-041) 42. Urban Underscore #3 (1RM-042) 43. Introspective & Human Drama #2 (1RM-043) 44. Introspective & Human Drama #3 (1RM-044) |

## Об основателях

### Йоав Горен
Йоав Горен (англ. Yoav Goren) — соучредитель, композитор и продюсер «Immediate Music» — родился в Израиле, но вырос в Нью-Йорке. Йоав родился в творческой семье, в которой есть скульптор, художник и режиссёр. Рано начал изучать игру на фортепьяно, вначале он находился под сильным влиянием классических композиторов, потом под The Beatles и композиторов, писавших музыку для фильмов: Эннио Морриконе, Джерри Голдсмит и Джон Барри. Он получил степень бакалавра в области производства кино и телевидения в Нью-Йоркском университете (NYU). После туров и концертов с несколькими группами в США как клавишник, Йоав переехал в Лос-Анджелес, где он встретился, а потом работал с легендарным Леонардом Коэном над известным альбомом «The Future» (1992) в качестве аранжировщика и сопродюсера. Также в 1992 году Горен объединился с другим композитором Джеффри Фейменом, с которым основал «Immediate Music». Первым заказом была музыка к трейлеру фильма Universal Pictures «Путь Карлито» в 1993 году. Женат, имеет двоих детей.

### Джеффри Феймен
Джеффри Феймен (англ. Jeffrey Fayman) — соучредитель, композитор и продюсер «Immediate Music» — работал в качестве композитора в жанре телевизионной и кино рекламы с 1987 года. Также занимался работой, не соответствующей его творческим интересам (музыка для рекламы): он сотрудничал и выпустил несколько записей с различными артистами, таких как Стив Роуч, Роберт Фрипп из King Crimson, Мэйнард Кинан из Tool, Джон Уэттон из Asia и Питер Бэнкс из Yes. Он планирует выпустить новый коммерческий проект под названием «The Human Experimente» осенью 2011 года.

## Дискография
«Immediate Music» выпустила альбомы, которые включают широкий диапазон стилей и настроений, однако, они коммерчески недоступны для широкой публики. Наиболее известным из них является серия «Themes for Orchestra and Choir», которая в настоящее время имеет три многодисковых тома. В декабре 2010 года «Immediate Music» продавала альбомы «TFOAC 2» и «TFOAC 3» для широкой публики через интернет-магазин «Imperativa Records». На данный момент существуют 38 коммерчески недоступных альбомов и 2 альбома для широкой публики. Серия «Trailer Beast» предназначена для трейлерных эпических композиций, ранее эта была серия «Themes for Orchestra and Choir».
| Дискография «Immediate Music» |
| --- |
| 1. Action/Drama #1 2. Action/Drama #2 3. Action/Drama #3 4. Action/Drama #4 5. Action/Drama #5 6. Act 1 7. Broken Dreams 8. Cinematic Soundscapes 9. Cinematic Tension and Horror #1 10. Comedy #1 11. Comedy #2 12. Comedy #3 13. Dark Hero: Uprising 14. Epic #1 15. Epic #2 16. Epic #3 17. Epic Choral Action #1 18. Fantasy and Imagination (из трейлеров к фильмам Кунг-фу панда 2, Приключения Тинтина: Тайна единорога, Тайна красной планеты, Тачки 2, African Cats, Смурфики, Дети шпионов 4D, Пингвины мистера Поппера, Гномео и Джульетта, Рио, Ранго и Путешествия Гулливера) 19. Frenzy 20. Horror/Sci-Fi #1 21. Inferno 22. Orchestral Soundtrack 23. Patriotic Covers 24. Percussive Action #1 25. Plosive: in Three Acts 26. Quantum 27. Romantic Comedy, Romantic & Adventure #1 28. Romantic & Adventure #2 29. Romantic Comedy #2 30. Subsonic 31. Subversion 32. Suspense & Drama #1 33. Suspense & Drama #2 34. Suspense & Drama #3 35. Suspense & Drama #4 36. Suspense & Drama #5 37. The Dark Web 38. Themes For Orchestra & Choir 39. Themes For Orchestra & Choir 2 40. Themes For Orchestra & Choir 3 41. Themes For Orchestra & Choir 4 42. Trailer Beast: Heroes, Legends and Ogres (из трейлеров к фильмам Гарри Поттер и Дары Смерти (1-я и 2-я часть), Рапунцель: Запутанная история, Робин Гуд, Пол: Секретный материальчик, Перси Джексон и похититель молний, Санктум, Храбрые перцем, Обряд и другие) 43. Trailer DNA Toolkit 44. Trailer Rock Series: Hard Rock 45. Trailer Rock Series: Pop Rock 46. Trailer Rock Series: Post Rock 47. Transformers And Terminators 48. Trinity And Beyond 49. Violations 50. Youth Oriented #1 51. Youth Oriented #2 52. Youth Oriented #3 53. Youth Oriented #4 54. Youth Oriented #5 55. 30 Cilcks North |

### Trailerhead
{{подст:Infobox album nocat=1
```
| Название              = Trailerhead
```

| Тип          = альбом
| Исполнитель           = Immediate (Immediate Music)
```
| Обложка               = Trailerhead (cover).jpg
| Выпущен               = 
```

26 августа 2008
```
| Жанры                 = Trailer Music, 
New Age
, Epic Music, 
Orchestral
, 
Choral
, 
Classical

| Длительность          = 46:05
| Страна                = 
 
США

| Язык                  = 
| Лейбл                 = 
Imperativa Records

| Продюсеры             = 
Йоав Горен
 и 
Джеффри Феймен

| Обзоры                = * 
Music Emissions
 
[
27
]

| Год                   = 2008
| Следующий             = Trailerhead: Saga
| След_год              = 2010
```

}}
«Trailerhead» — это дебютный коммерческий альбом звукозаписывающих художников «Immediate», являющихся работниками той же компании «Immediate Music», поэтому «Immediate Music» является пионером широкого распространения «трейлерной музыки». «Trailerhead» выпущен в 2008 году. Альбом включает 15 эпических композиций, некоторые из которых являются новыми миксами старых композиций (например, «Serenata Immortale» — эта новая версия «Serenata» и песни «Orchard of Mines» от «Globus»). В звукозаписи альбома участвовало 100 единиц оркестра и 70 участников хора.
| №                   | Название | Длительность |
| ------------------- | --- | ------------ |
| 1.                  | «Prometheus Rising» (источник «Prometheus Rising» (TfO&C 3) (из трейлера к фильму «Беовульф »))                                                                                 | 2:48         |
| 2.                  | «An Epic Age» (источник «Epicon» (TfO&C 2) (из трейлера к фильму «Пираты Карибского моря: Сундук мертвеца»))                                                                    | 2:49         |
| 3.                  | «Lacrimosa Dominae» (источник «Lacrimosa» (TfO&C 1) и «Preliator» («Globus») (из трейлера к фильму «Человек-паук 2»))                                                           | 2:29         |
| 4.                  | «Serenata Immortale» (источник «Serenata» (TfO&C 1) и «Orchard of Mines» («Globus») (из трейлера к фильму «Я, робот»))                                                          | 3:45         |
| 5.                  | «Imperitum» (источник «Imperativa» (TfO&C 1)) | 3:02         |
| 6.                  | «Trial of the Archangel» (источник «Witch Hunt» (TfO&C 1) и «Archangel» (TfO&C 1))                                                                                              | 3:53         |
| 7.                  | «Prelude to Paradise» (источник «Prelude» (TfO&C 1) и «Prelude (On Earth As In Heaven)» («Globus») (из трейлера к фильму «Царство небесное»))                                   | 3:43         |
| 8.                  | «The Reluctant Warrior» (источник «Relucant Warrior [Burden Of Honor]» (TfO&C 3))                                                                                               | 2:23         |
| 9.                  | «Spiritus Omnia» (источник «Spiritus Elektros» (TfO&C 1), «Spiritus Sancte» (Horror/Sci-Fi 1) и «Spiritus Khayyam» («Globus») (из трейлера к фильму «Фантастическая четвёрка»)) | 2:28         |
| 10.                 | «Fides en Lucius Dei» (источник «Lucius Dei» (TfO&C 2) и «Diem ex Dei» («Globus») (из трейлера к фильму «Код да Винчи»))                                                        | 3:51         |
| 11.                 | «Shield of Faith» (источник «Armed By Faith» (TfO&C 2) и «Take Me Away» («Globus»))                                                                                             | 2:57         |
| 12.                 | «Onward to Freedom» (источник «Onward To Glory» (TfO&C 2) (в эфире канала NBC в программе «The XX Olympic Winter Games: The Stories of Torino»))                                | 2:57         |
| 13.                 | «Empyrean Mercenaries» (источник «Heaven’s Warriors» (TfO&C 2)) | 2:37         |
| 14.                 | «Generations» (источник «Generations» (TfO&C 3)) | 2:33         |
| 15.                 | «Age of Discovery» (источник «Age Of Discovery» (TfO&C 3)) | 3:50         |
| Общая длительность: | Общая длительность: | 46:05        |

### Trailerhead: Saga
{{подст:Infobox album nocat=1
```
| Название              = Trailerhead: Saga
```

| Тип          = альбом
| Исполнитель           = Immediate (Immediate Music)
```
| Обложка               = Trailerhead-Saga (cover).jpg
| Выпущен               = 
```

20 июля 2010
```
| Жанры                 = Trailer Music, 
New Age
, Epic Music, 
Orchestral
, 
Choral
, 
Classical

| Длительность          = 48:53
| Страна                = 
 
США

| Язык                  = 
| Лейбл                 = 
Imperativa Records

| Продюсер             = 
Йоав Горен

| Предыдущий            = Trailerhead
| Пред_год              = 2008
| Год                   = 2010
| Следующий             = 
| След_год              = 
```

}}
«Trailerhead: Saga» — это второй коммерческий альбом звукозаписывающих художников «Immediate», выпущенный в 2010 году. Альбом включает 14 эпических композиций. В звукозаписи альбома участвовало более 150 лучших музыкантов мира и 8 выдающихся композиторов. Содержит музыку из трейлеров к фильмам как Пираты Карибского моря: На краю Света, Люди Икс: Последняя битва, Монстры против пришельцев, Астробой, Ночь в музее, Подмена, Львы для ягнят, Невероятный Халк, Хеллбой 2: Золотая армия, Авиатор, Мумия: Гробница императора драконов, Башни-близнецы и другие.
| №                   | Название                                                                                    | Длительность |
| ------------------- | ------------------------------------------------------------------------------------------- | ------------ |
| 1.                  | «Hymnus Orbis» (источник «Hymn» (TfO&C 1))                                                  | 1:27         |
| 2.                  | «Glory Seeker» (источник «Def Con» (TfO&C 2))                                               | 3:21         |
| 3.                  | «Libertas» (источник «Liberation!» (TfO&C 1))                                               | 3:52         |
| 4.                  | «Invictus» (источник «Divide And Conquer» (TfO&C 3) и «Black Parade» («Globus»))            | 3:15         |
| 5.                  | «Oratio Sanctus» (источник «Holy» (TfO&C 1) и «Madre Terra» («Globus»))                     | 3:54         |
| 6.                  | «Emergence Of Empire» (источник «Rising Empire» (TfO&C 2))                                  | 3:02         |
| 7.                  | «In League With Cerberus» (источник «Final Omen 2.0» (TfO&C 1) и «Blasphemy 2.0» (TfO&C 1)) | 3:13         |
| 8.                  | «Darkness On The Edge Of Power» (источник «Dark Side Of Power» (TfO&C 3))                   | 3:00         |
| 9.                  | «Ashes Of War» (источник «Love And War» (TfO&C 1))                                          | 4:08         |
| 10.                 | «World On A String» (источник «Global Crisis #1» (TfO&C 3) и «Global Crisis #2» (TfO&C 3))  | 3:56         |
| 11.                 | «Salvation For A Proud Nation» (источник «Salvation» (TfO&C 1) и «Proud Nation» (TfO&C 1))  | 5:48         |
| 12.                 | «Fatum Plebis» (источник «O Destina» (Epic Choral Action 1))                                | 3:12         |
| 13.                 | «Darkness On The Edge Of Power (Live)»                                                      | 1:53         |
| 14.                 | «Surrender To Hope» (источник «Believe» (TfO&C 2))                                          | 4:52         |
| Общая длительность: | Общая длительность:                                                                         | 48:53        |